# Sarah Essen Gordon
Sarah Essen Gordon é uma personagem fictícia das histórias em quadrinhos publicadas pela DC Comics, criada por Frank Miller e David Mazzucchelli como uma coadjuvante de algumas histórias do Batman.

## Biografia ficcional da personagem
Ela aparece pela primeira vez em Batman #405, em parte do enredo de Batman: Ano Um. Sarah Essen é uma detetive que trabalha em parceria com o então tenente James Gordon. Sua idade exata nunca foi revelada, mas foi descoberta na romantização de Greg Rucka do enrendo de Terra de Ninguém onde ela é 12 anos mais nova do que Gordon. As habilidades de detetive de Sarah são demonstradas durante suas tentativas conjuntas com Gordon para capturar o Batman; Ela adivinha (precisamente) que ele é o Bruce Wayne em virtude da história dele e do dinheiro necessário o arsenal do Batman. Ela e Gordon, que estava casado na época, começaram um breve caso. Mas quando o comissário corrupto Gillian B. Loeb tenta chantageá-los, Gordon termina o caso e confessa suas ações a sua esposa Barbara. Sarah deixa Gotham City e vai para Nova York logo depois.
O editor Denny O'Neil depois escolheu para reviver a personagem como uma investigadora e um interesse amoroso para Gordon. Quando ela retorna em Batman # 458 (Janeiro de 1991), explica-se que Sarah havia se casado com um policial de Nova York que foi morto em um busto de drogas. Gordon tinha muito tempo desde que se divorciaram, e os dois começam um relacionamento sério, acabou resultando na proposição de Gordon com ela numa noite em que a delegacia está sob ataque por um trio de vilões com poderes elétricos. Os dois se casaram em Legends of the Dark Knight Anual # 2 (1992).
Quando James Gordon é rebaixado pelo prefeito Armand Krol em Batman # 519 (Junho de 1995), Sarah é fica em seu lugar. Gordon depois demite-se do Departamento de Polícia de Gotham City na mesma edição. Ela assume a colaboração de Gordon com Batman e Robin, mas não gosta do trabalho. Mais tarde, a própria Sara é demitida da DPGC por Krol, que agora é um " pato manco ", depois de perder recentemente a eleição para prefeito contra Marion Grange. Essen é substituída como Comissário por Andrew Howe, um amigo próximo de Armand Krol. Grange mais tarde re-instaura James Gordon como Comissário, e também re-contrata e promove a Sarah que servirá de ligação entre o GCPD e gabinete do prefeito.
Sarah é assassinada pelo Joker em Detective Comics # 741 (Fevereiro de 2000), no final do arco "Terra de Ninguém". O Joker havia sequestrado dezenas de crianças e estava segurando-los no porão da delegacia. Sarah é a primeira a alcançar a posição de Joker. Embora ela tenha lhe a mão armada, o Coringa atira uma criança para ela, e Sarah instintivamente deixa cair sua arma para pegar a criança, salvando-o de uma lesão e leva um tiro na cabeça.

## Em outras mídias

### Televisão
- Essen fez sua primeira aparição na série Gotham, interpretada por Zabryna Guevara.[2] Nesta versão, ela é a capitã do Departamento de Homicídios da Polícia de Gotham City e a chefe de James Gordon e Harvey Bullock. No início da segunda temporada, ela é promovida à comissária, substituindo Gillian B. Loeb. Entretanto, ela é assassinada no segundo episódio por Jerome Veleska, o líder de uma quadrilha de criminosos psicóticos chamados "The Maniax". Em oposição aos quadrinhos, Gordon e Essen não possuem uma história romântica na série de televisão, sendo que a sua relação é estritamente profissional.

### Cinema
- A Detetive Sarah Essen aparece em Batman: Ano Um, com a atuação de voz da atriz Katee Sackhoff.
- Sarah Essen faz uma aparição como a esposa de James Gordon na animação Batman: The Dark Knight Returns.

### Videogame
- Em Batman: Arkham City, embora a própria Sarah Essen não seja referenciada explicitamente, 'Sarah' é a senha utilizada pelos homens de Gordon quando se infiltram em Arkham City para se identificarem como parte da equipe de ataque dele ao conversar com Batman; O Batman tenta resgatar a equipe quando eles foram capturados pelo Pinguim.